# Assurance qualité
 (janvier 2018).
On désigne par assurance qualité un moyen d'obtenir confiance dans l'assurance de la qualité c'est-à-dire dans l'aptitude de la société ou de l'organisation à satisfaire le niveau de qualité désiré.
Le terme « assurance qualité » qui élide les articles naturellement présents dans la langue française est très commun du fait que le concept a été importé (anglicisme) de la langue anglaise où l'on parle de Quality assurance. Le terme assurance a donc ici la valeur de confiance que lui donne la langue anglaise.
L’assurance qualité s'applique à la fourniture de produits et services tels que biens de consommation, produits manufacturés, projets industriels, prestations ou logiciels. Ils sont fournis par l’économie marchande, les administrations, les services publics et les nouvelles formes de distribution telles que les sources ouvertes pour les logiciels.
Les concepts de l’assurance qualité s’appliquent aussi aux « travaux pour soi-même », sous réserve d'une instanciation appropriée.

## Origine du besoin d'être rassuré sur la qualité
Les besoins et attentes vis-à-vis de l’offre de produits et services sont aussi variés que les préférences, les goûts, les couleurs et les désirs individuels. L’usage envisagé est parfois un secret gardé par l’acheteur. Dans d’autres circonstances, le client ne sera point rassuré sur la qualité du produit tant que son origine lui est inconnue.
Cependant il est un besoin commun et partagé de façon universelle par tout client, acheteur ou consommateur, celui de pouvoir se fier à des informations ou des données lui permettant d’acquérir la conviction que le produit ou service répondra bien à ses attentes. Par exemple, des informations permettant de vérifier que le produit dispose des qualités requises.

## Dynamique de la relation client-fournisseur

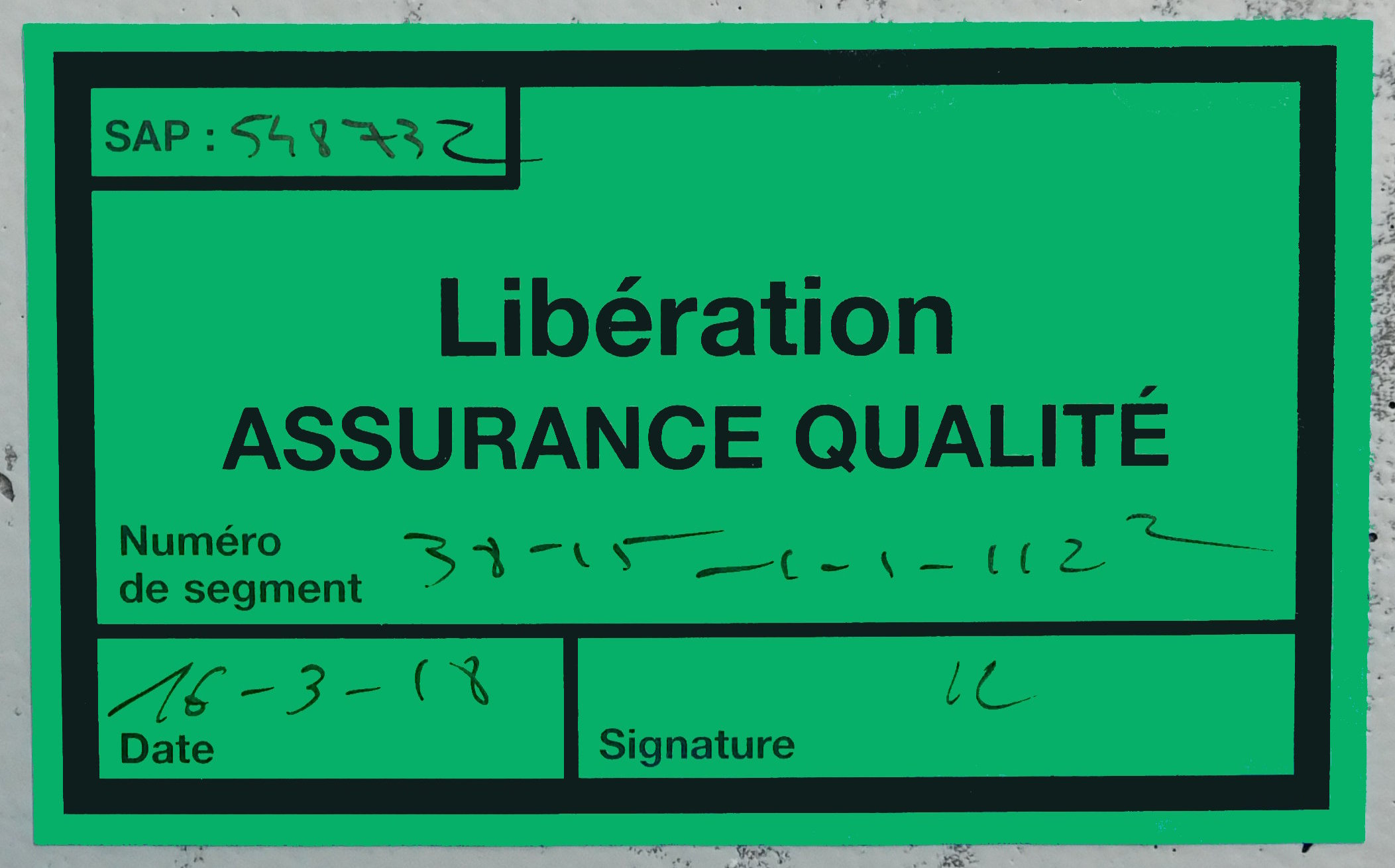
Étiquette verte d'assurance qualité fournisseur.

À l’instar du terme « client-serveur » utilisé dans le domaine de l’informatique en réseau où le « client » désigne l’ordinateur qui envoie des requêtes au serveur, l’expression « client-fournisseur » désigne une relation où le fournisseur est l’entité qui donne la confiance.
Le concept de chaîne des relations « client-fournisseur » fait porter l’attention sur la question centrale de l’assurance qualité : « qui donne confiance à qui ? » ou, incidemment, qui est responsable de donner la confiance à qui ? en tenant compte des considérations suivantes :
- l’infinie richesse et variété du vocabulaire utilisé pour désigner les acteurs selon les domaines et situations, par exemple : maître d'ouvrage, maître d'œuvre, usager, prescripteur, coopérant, sous-traitant, donneur d’ordres, utilisateur, acheteur, sponsor ;
- la diversité des entités dont l’objet social est lié à la qualité : par exemple les organismes d’accréditation, d’homologation, de certification ;
- le fait que bien souvent, une entité puisse être client et fournisseur.

L’analyse et l’identification des relations clients-fournisseurs pour la mise en œuvre d’une assurance qualité est une problématique en soi, tant les termes sont fortement connotés, selon les contextes ou les cultures des organisations ; problématique souvent accentuée dans un contexte multiculturel.
L’importance du concept de chaine de relations « client-fournisseur » est soulignée par la formule de R. Richie, spécialiste américain du Japon : « La civilisation japonaise est la civilisation du client. »

## Définition normative pour une assurance qualité formelle

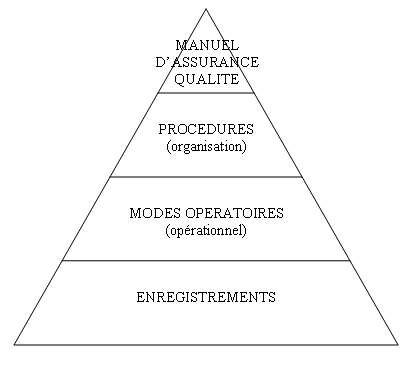

Définition extraite de la norme ISO 8402 : « Ensemble des activités préétablies et systématiques mises en œuvre dans le cadre du système qualité, et démontrées en tant que besoin, pour donner la confiance appropriée en ce qu'une entité satisfera aux exigences pour la qualité. »

## Communication de la confiance
La communication de la confiance requiert, comme pour tout envoi de message, un support et un enregistrement. Le vocabulaire de l’assurance de la qualité, désigne par « enregistrements qualité » ces supports qui doivent répondre à des critères tels que la lisibilité et la traçabilité.

## Assurance de la qualité de la confiance donnée
La condition sine qua non pour que les exigences pour la qualité soient satisfaites est l’existence d’une « maîtrise de la qualité » et des (bonnes) pratiques « métier », permettant d’atteindre cet objectif. Cette existence est à assurer par des actions programmées pour la vérification de l'achèvement de l'objectif, au niveau de confiance requis.

## Assurance de la qualité dans la gestion de projet informatique
L'assurance de la qualité est présente dans le deuxième niveau du modèle CMMI, une méthode de conduite de projet et une démarche qui vise à appréhender, évaluer et améliorer les activités des entreprises d'ingénierie.

## Transparence
Un des principes fondamentaux de l'assurance qualité est la transparence. Aucune anomalie et aucun incident ne doit être dissimulé.